# Diogen iz Sinope
Diogen iz Sinope (grč. Διογένης ὁ Σινωπεύς) (oko 412. – oko 324. pr. Kr.) bio je grčki filozof, pripadnik rane ciničke škole.

## Životopis
Rođen je u Sinopi (današnjem Sinopu u Turskoj) oko 412. pr. Kr., a umro je u Korintu 323. pr. Kr. Informacije koje imamo o njegovom životu je velikim dijelom u obliku anegdota prenio Diogen Laertije u svom djelu Životi i mišljenja znamenitih filozofa.
Prema jednoj od sačuvanih anegdota, Diogenov je otac imao mjenjačnicu novca i bio je uhvaćen u kovanju lažnog novca, u čemu mu je pomagao i Diogen. Pošto je zbog toga morao pobjeći iz Sinope, stigao je u Atenu, gdje se upoznao s Antistenom i postao njegov učenik. U starosti je bio učitelj djece i tako je i umro 323. pr. Kr., istoga dana kad i Aleksandar Veliki u Babilonu. Korinćani su ga sahranili o državnom trošku i na grobu mu podigli spomenik od paroskog mramora.
Prognan iz svog rodnog grada, Diogen je veći dio života proveo u Ateni, gdje je prema legendi živio na ulici u jednoj bačvi i svoje je siromaštvo načinio najvećom vrlinom kojoj čovjek mora težiti. Prezirao je civilizacijski napredak i zagovarao neku vrstu "povratka na animalizam", odnosno život u skladu sa životom kojeg žive životinje, pa je i samoga sebe izgleda nazivao psom (grč. κύων), što je možda bio jedan od elemenata koji su ovom filozofskom pravcu donijeli ime "kinički". Helenskoj civilizaciji nije suprotstavljao samo život životinja, već i život barbaskih naroda, nastojeći da "ponovo iskuje vrijednosti" (Diog. Laert. VI, 20), što je istovremeno i aluzija na njegovo mladenačko kovanje lažnog novca.
Prema antičkim izvorima, Diogen se zalagao za zajednicu žena i djece i slobodnu ljubav, te je bio prvi koji je izjavio: "Ja sam građanin svijeta" (grč. κοσμοπολίτης, Diog. Laert. VI, 72). Za razliku od Antistena, koji je bio "ravnodušan" prema vanjskim obilježjima civilizacije, Diogen je zastupao pozitivni asketizam, koji je aktivno odbacivao sva takva dobra u cilju postizanja potpune slobode, neovisnosti i autarhije. S tim je bilo povezano njegovo namjerno izrugivanje društvenim konvencijama, javno činjenje onoga što je većina smatrala da treba činiti van očiju drugih, pa čak i onoga što, prema općem shvaćanju, nije trebalo činiti ni u potaji.
Diogenovi učenici bili su: Monim, Onesikrit, Filisk i Krates iz Tebe, od kojih je ovaj posljednji poklonio gradu svoje veliko imanje i zatim se, zajedno sa svojom suprugom Hiparhijom, u potpunosti predao skitničkom kiničkom životu.

## Anegdote
Anegdote o Diogenovom životu prenose nam, pored Diogena Laertija, i drugi antički pisci: Dion Krizostom, Epiktet, Plutarh, Lukijan, Maksim Tirski, Julijan Apostat i drugi. Najpoznatije anegdote jesu:
- Kada jednom vidješe Diogena kako usred podneva hoda trgom noseći upaljeni fenjer i upitaše ga zašto to čini, on odgovori: "Tražim čovjeka".
- Kada je Diogen jednom ugledao nekog čovjeka kako iz svojih ruku pije vodu, odmah odbaci onu drvenu čašicu koju je sa sobom nosio te uzviknu: "Kako sam bio rasipan!"
- Aleksandar Veliki dođe do Diogena da ga upozna i nađe ga kako se sunča pod vedrim nebom. Prijateljski ga pozdravi i reče mu da može od njega tražiti što god mu treba, a Diogen mu odgovori: "Treba mi samo to da mi se malo pomakneš sa sunca".
- Mali grad Mind imaše ogromna gradska vrata, te Diogen njegovim stanovnicima reče: "Građani, zatvorite vrata da vam grad ne izađe!"
- Diogen nekog učenog čovjeka, koji je naširoko raspravljao o nebeskim stvarima, upita: "A kada si ti sišao s neba?"
- Sokrat je na jednom vijećanju opisao čovjeka kao: "Dvonogo biće bez perja, koje ne leti". Čuvši to Diogen sutradan uhvati jednog pijetla te mu iščupa sve perje. Kada je došlo vrijeme za sljedeće vijećanje, Diogen provali u vijećnicu te baci pijetla i uzvikne: " Evo vam Sokratova čovjeka".

## Galerija
- Diogen iz Sinope, detalj s Raffaellove slike Atenska škola, 1510./11. god., Vatikan, Rim
- Diogen traži čovjeka, Johann Heinrich Wilhelm Tischbein (1780-te godine)
- Diogen, Jean-Léon Gérôme (1860.)

## Vanjske poveznice
- Diogenes: Stories from Millions of Mouths
- Diogenes of Sinope, by Diogenes Laertius, translated by C.D. Yonge
- Diogenes of Sinope; The Columbia World of Quotations
- Diogenes of Sinope by Farrand Sayre, presented as a blog
- Diogenes of Sinope
- A day with Diogenes
- James Grout: Diogenes the Cynic, part of the Encyclopædia Romana
- PubMed: 1975 Lancet article introducing Diogenes syndrome (via PubMed)